# 桑塔尼
桑塔尼（西班牙語：Santañí）是西班牙巴利阿里群岛的一个市镇。总面积125平方公里，总人口8875人（2001年），人口密度71人/平方公里。